# The Bonded Woman
The Bonded Woman è un film muto del 1922 diretto da Phil Rosen. Basato su una storia di John Fleming Wilson, The Salving of John Somers, pubblicata nell'agosto 1920 su Everybody's, il film fu prodotto dalla Famous Players-Lasky Corporation.

## Trama
Corteggiata da Marvin, un ricco armatore, Angela Gaskell gli preferisce Somers, un primo ufficiale alcolizzato che ha salvato il padre di Angela da un naufragio. Per riconoscenza, i Gaskell ipotecano la loro proprietà per ottenere la somma che permetterà a Somers di costruire una nave di cui sarà capitano. Il denaro, però, viene rubato e Angela, respingendo nuovamente Marvin, parte per i mari del sud, alla ricerca dell'uomo che ama. Quando lo ritrova, sarà capace di ridargli fiducia nella vita e si scoprirà anche chi sia stato a rubare il denaro.

## Produzione
Il film fu prodotto dalla Famous Players-Lasky Corporation.

## Distribuzione
Il copyright del film, richiesto dalla Famous Players-Lasky Corp., fu registrato l'8 agosto 1922 con il numero LP18172.
Distribuito dalla Paramount Pictures, uscì nelle sale cinematografiche USA il 21 agosto 1922.